# Segunda División 2025-2026 (Spagna)
La stagione 2025-2026 della Segunda División (detta LaLiga Hypermotion per ragioni di sponsorizzazione) è la 95ª edizione del campionato di calcio spagnolo di seconda divisione. La stagione regolare inizierà il 15 agosto 2025 e terminerà il 31 maggio 2026. Dopo questa, è prevista una fase di play-off per decidere la terza promozione in Liga, suddivisa in semifinali e finali, che vengono disputate in sfide di andata e ritorno. Al contrario, le quattro retrocessioni in Primera Federación sono tutte dirette e non prevedono spareggi.

## Stagione

### Novità
Nella stagione precedente ad essere promossi in Primera División sono stati il Levante, vincitore del torneo, l'Elche e, tramite i play-off, il Real Oviedo, che ha sconfitto in finale il Mirandés. Dalla Primera División sono scese al loro posto il Leganés, dopo un solo anno trascorso nella massima serie, l'Las Palmas, dopo 2 anni, ed il Real Valladolid, dopo 4 stagioni consecutive di permanenza in massima serie. 
Dall'altra parte, a retrocedere in Primera Federación sono stati il Villarreal B dopo 2 anni trascorsi consecutivamente nella serie cadetta, il FC Andorra, anch'esso dopo 2 anni, l'Alcorcón e l'Amorebieta, dopo un anno. Le neopromosse dalla Primera Federación sono le vincitrici Deportivo La Coruña e Castellón e, tramite play-off, il Córdoba ed il Malaga.

### Formula
Al torneo partecipano 22 squadre che si sfidano in un girone all'italiana, andata e ritorno contro tutte le altre. Vengono assegnati tre punti per la vittoria, uno per il pareggio e zero per la sconfitta. 
Successivamente vengono disputati i play-off, concessi alle squadre che si sono piazzate tra la terza e la sesta posizione al termine della stagione regolare. Quella meglio classificata affronta l'ultima che ha conquistato un posto utile per garantirsi l'accesso alle eliminatorie, mentre la quarta e la quinta si sfidano tra di loro. I vincenti di questi incontri, che vengono stabiliti su match di andata e ritorno, si affrontano nella cosiddetta finale play-off, che determinerà la terza squadra che potrà aver accesso, nella stagione successiva, in Primera División. 
A retrocedere sono le ultime quattro squadre classificatesi al termine della stagione regolare; non sono previsti play-out.

## Squadre partecipanti
| Club                | Città                      | Stadio                                     | Stagione precedente                                |
| ------------------- | -------------------------- | ------------------------------------------ | -------------------------------------------------- |
| Albacete            | Albacete                   | Carlos Belmonte                            | 15º posto in Segunda División                      |
| Almería             | Almería                    | Power Horse Stadium                        | 19º posto in Primera División, retrocesso          |
| Andorra             | Andorra la Vella           | Nou Estadi de Encamp/Estadi de la FAF      | 4º posto in Primera Federación/2, vince i play-off |
| Burgos              | Burgos                     | El Plantío                                 | 9º posto in Segunda División                       |
| Cadice              | Cadice                     | Nuevo Mirandilla                           | 13º posto in Segunda División                      |
| Castellón           | Castellón de la Plana      | Nou Castalia                               | 17º posto in Segunda División                      |
| Ceuta               | Ceuta                      | Alfonso Murube                             | 1º posto in Primera Federación/1, promosso         |
| Córdoba             | Cordova                    | Nuevo Arcángel                             | 14º posto in Segunda División                      |
| Deportivo La Coruña | La Coruña                  | Riazor                                     | 15º posto in Segunda División                      |
| Eibar               | Eibar                      | Municipal de Ipurúa                        | 9º posto in Segunda División                       |
| Granada             | Granada                    | Los Cármenes                               | 7º posto in Segunda División                       |
| Huesca              | Huesca                     | El Alcoraz                                 | 8º posto in Segunda División                       |
| Las Palmas          | Las Palmas de Gran Canaria | Stadio di Gran Canaria                     | 19º posto in Primera División, retrocesso          |
| Leganés             | Leganés                    | Municipale di Butarque                     | 18º posto in Primera División, retrocesso          |
| Leonesa             | León                       | Stadio Reino de León                       | 1º posto in Primera Federación/1, promosso         |
| Malaga              | Málaga                     | La Rosaleda                                | 16º posto in Segunda División                      |
| Mirandés            | Miranda de Ebro            | Municipal de Anduva                        | 4º posto in Segunda División                       |
| Racing Santander    | Santander                  | El Sardinero                               | 5º posto in Segunda División                       |
| Real Saragozza      | Saragozza                  | La Romareda                                | 18º posto in Segunda División                      |
| Real Sociedad B     | San Sebastián              | Campo Z-7 di Zubieta San Sebastián, Spagna | 3º posto in Primera Federación/2, vince i play-off |
| Real Valladolid     | Valladolid                 | José Zorrilla                              | 20º posto in Primera División, retrocesso          |
| Sporting Gijón      | Gijón                      | El Molinón                                 | 11º posto in Segunda División                      |

## Allenatori e primatisti
Aggiornata al 1° agosto 2025. 
| Squadra             | Allenatore                 | Calciatore più presente | Cannoniere |
| ------------------- | -------------------------- | ----------------------- | ---------- |
| Albacete            | Alberto González Fernández |                         |            |
| Almería             | Rubi                       |                         |            |
| Andorra             | Ibai Gómez                 |                         |            |
| Burgos              | Luis Miguel Ramis          |                         |            |
| Cadice              | Gaizka Garitano            |                         |            |
| Castellón           | Johan Plat                 |                         |            |
| Ceuta               | José Juan Romero           |                         |            |
| Córdoba             | Iván Ania                  |                         |            |
| Deportivo La Coruña | Antonio Hidalgo            |                         |            |
| Eibar               | Beñat San José             |                         |            |
| Granada             | Pacheta                    |                         |            |
| Huesca              | Sergi Guilló               |                         |            |
| Las Palmas          | Luis García                |                         |            |
| Leganés             | Paco López                 |                         |            |
| Leonesa             | Raúl Llona                 |                         |            |
| Malaga              | Sergio Pellicer            |                         |            |
| Mirandés            | Fran Justo                 |                         |            |
| Racing Santander    | José Alberto López         |                         |            |
| Real Saragozza      | Gabi                       |                         |            |
| Real Sociedad B     | Ion Ansotegi               |                         |            |
| Real Valladolid     | Guillermo Almada           |                         |            |
| Sporting Gijón      | Asier Garitano             |                         |            |

## Classifica finale
Aggiornata al 31 luglio 2025 
|  | Pos. | Squadra             | Pt | G | V | N | P | GF | GS | DR |
|  | ---- | ------------------- | -- | - | - | - | - | -- | -- | -- |
|  | 1.   | Albacete            | 0  | 0 | 0 | 0 | 0 | 0  | 0  | 0  |
|  | 2.   | Almería             | 0  | 0 | 0 | 0 | 0 | 0  | 0  | 0  |
|  | 3.   | FC Andorra          | 0  | 0 | 0 | 0 | 0 | 0  | 0  | 0  |
|  | 4.   | Burgos              | 0  | 0 | 0 | 0 | 0 | 0  | 0  | 0  |
|  | 5.   | Cadice              | 0  | 0 | 0 | 0 | 0 | 0  | 0  | 0  |
|  | 6.   | Castellón           | 0  | 0 | 0 | 0 | 0 | 0  | 0  | 0  |
|  | 7.   | Ceuta               | 0  | 0 | 0 | 0 | 0 | 0  | 0  | 0  |
|  | 8.   | Córdoba             | 0  | 0 | 0 | 0 | 0 | 0  | 0  | 0  |
|  | 9.   | Deportivo La Coruña | 0  | 0 | 0 | 0 | 0 | 0  | 0  | 0  |
|  | 10.  | Eibar               | 0  | 0 | 0 | 0 | 0 | 0  | 0  | 0  |
|  | 11.  | Granada             | 0  | 0 | 0 | 0 | 0 | 0  | 0  | 0  |
|  | 12.  | Huesca              | 0  | 0 | 0 | 0 | 0 | 0  | 0  | 0  |
|  | 13.  | Las Palmas          | 0  | 0 | 0 | 0 | 0 | 0  | 0  | 0  |
|  | 14.  | Leganés             | 0  | 0 | 0 | 0 | 0 | 0  | 0  | 0  |
|  | 15.  | Leonesa             | 0  | 0 | 0 | 0 | 0 | 0  | 0  | 0  |
|  | 16.  | Malaga              | 0  | 0 | 0 | 0 | 0 | 0  | 0  | 0  |
|  | 17.  | Mirandés            | 0  | 0 | 0 | 0 | 0 | 0  | 0  | 0  |
|  | 18.  | Racing Santander    | 0  | 0 | 0 | 0 | 0 | 0  | 0  | 0  |
|  | 19.  | Real Saragozza      | 0  | 0 | 0 | 0 | 0 | 0  | 0  | 0  |
|  | 20.  | Real Sociedad B     | 0  | 0 | 0 | 0 | 0 | 0  | 0  | 0  |
|  | 21.  | Real Valladolid     | 0  | 0 | 0 | 0 | 0 | 0  | 0  | 0  |
|  | 22.  | Sporting Gijón      | 0  | 0 | 0 | 0 | 0 | 0  | 0  | 0  |

Legenda:

      Promosse in Primera División 2026-2027
 Qualificate ai play-off promozione
      Retrocesse in Primera Federación 2026-2027
Regolamento:
Tre punti a vittoria, uno a pareggio, zero a sconfitta.
In caso di arrivo di due squadre a pari punti, la graduatoria verrà stilata in base all'ordine dei seguenti criteri:
- Differenza reti negli scontri diretti
- Differenza reti generale
- Reti realizzate in generale

In caso di arrivo di tre o più squadre a pari punti, la graduatoria verrà stilata in base all'ordine dei seguenti criteri:
- Punti negli scontri diretti (classifica avulsa)
- Differenza reti negli scontri diretti
- Differenza reti generale
- Reti realizzate in generale
- Classifica fair-play stilata a inizio stagione

Nel caso un criterio escluda solamente alcune delle squadre, senza quindi determinare l'ordine completo, tali squadre vengono escluse dal criterio successivo, rimanendo così senza possibilità di posizionarsi meglio.

## Play-off

### Tabellone
|  | Semifinali | Semifinali | Semifinali | Semifinali | Semifinali |  |  | Finale | Finale | Finale | Finale | Finale |  |
|  |            |            |            |            |            |  |  |        |        |        |        |        |  |
|  | 6          |            |            |            |            |  |  |        |        |        |        |        |  |
|  | 3          |            |            |            |            |  |  |        |        |        |        |        |  |
|  | 5          |            |            |            |            |  |  |        |        |        |        |        |  |
|  | 4          |            |            |            |            |  |  |        |        |        |        |        |  |

Note:
Incontri di andata e ritorno.
Il vincitore viene determinato in base all'ordine dei seguenti criteri:
Miglior differenza reti a favore al termine dei tempi regolamentari
Maggior numero di reti fuori casa al termine dei tempi regolamentari
Miglior differenza reti a favore al termine dei tempi supplementari
Maggior numero di reti fuori casa al termine dei tempi supplementari
Miglior posizione raggiunta in campionato

## Statistiche

### Individuali

#### Classifica marcatori
| Gol |  |  | Giocatore | Squadra |
| --- |  |  | --------- | ------- |